# Konrad Martin
Konrad Martin, katolicki biskup niemiecki (ur. 18 maja 1812 w Geismar w powiecie Eichsfeld, zm. 16 lipca 1879 w Mont-Saint-Guibert w Belgii).
Studiował teologię w Halle, Monachium i Würzburgu. Święcenia kapłańskie otrzymał w 1836 w Kolonii. Pełnił urząd rektora szkoły w Wipperfürth. W 1848 został profesorem i wykładowcą teologii moralnej w Bonn. Od 1856 roku pełnił urząd biskipa Paderborn. Z powodu swego oporu wobec ustaw majowych w 1875 pozbawiony diecezji i uwięziony. W tym samym roku zdołał uciec. Osiadł w klasztorze w Mont-Saint-Guibert w Belgii, gdzie spędził resztę życia. Na emigracji starał się nadal kierować diecezją, prowadził też działalność literacką.